# José Gil Pérez
José Gil Pérez (Segorbe, 19 de junio de 1715-Segorbe, 21 de marzo de 1762) fue un compositor y maestro de capilla español.

## Biografía
Nació en Segorbe el 19 de junio de 1715 y se formó musicalmente en la Catedral de la ciudad bajo el magisterio de José Conejos Ortells. Ingresó como infantillo en mayo de 1726 y a partir de 1732, tras el cambio de voz, como mozo de coro, hasta 1742. Durante este tiempo ayudó al maestro en las clases, actuó de copista y hacía de fámulo de coro, es decir, preparaba, repartía y recogía el material necesario. Amplió sus conocimientos de composición en Valencia entre 1743 y 1744 con el maestro José de Pradas Gallén, con ayuda del cabildo segorbino.
En 1745 fue nombrado ayudante del maestro de capilla de la Catedral de Segorbe, ya que Conejos Ortells estaba entrado en años y enfermo, y el 9 de agosto, tras el fallecimiento del maestro, ocupó el magisterio de forma interina. Sus años en el magisterio se iniciaron con algunos problemas entre la capilla y el cabildo, que reprendió a los músicos para que asistiesen a los maitines. En agosto de 1746 Gil dirigió la capilla en la celebración de la llegada al trono de Fernando VI, para la que se realizó «una Misa Canonical post Nonam con música por dicha intención» así como «cantarse la letanía mayor en el Presbiterio, con las preces del caso que se resolverán con consulta del Maestro de Ceremonias, acompañando la música, concluyéndose así la función».
El 24 de mayo de 1754 fue nombrado maestro de capilla de la Catedral de Segorbe, sin oposición. Con el nombramiento pasó a recibir el beneficio del magisterio que había obtenido Conejos Ortells y que hasta 1754 estaba recibiendo Miguel Martín.

Teniendo presente que el Maestro don José Gil regía hacía ya 10 años la Capilla por haberle nombrado el Cabildo sustituto del difunto Maestro mosén José Conejos y que viviendo aun éste, haber hecho concepto de su habilidad [...] teniendo muy en memoria que ha continuado hasta el día de hoy desempeñando la obligación y muy presente los buenos informes que sobre su habilidad se han tenido de Valencia, como asimismo que en todo tiempo ha dado testimonio suficientísimo, teniendo por otra parte el Ilustrísimo Cabildo deseos de acomodarle, supuesto que desde niño servía a esta Iglesia, por haber sido en ella infantino y después mozo de coro, sin haberla dejado más que dos años, que los empleó en Valencia instruyéndose en la composición antigua y adelantándose en la moderna: nemine discrepante acordó el Cabildo que sin embargo de todas las razones que preceden, para mayor formalidad, que mosén Lorenzo Juan, contralto, y mosén Joaquín Gómez, tenor domero, que entraran en Cabildo a fin de que certificaran si en el tiempo que fue regente el citado Gil, habían formado juicio de que era hábil en la composición y benemérito para ocupar en propiedad la plaza vacante; y habiendo manifestado éstos diferentes razones que aseguraron al Cabildo los buenos informes de Valencia [...] nombrándole Maestro de Capilla, admitiéndole a las distribuciones, etc y con 30 libras de salarios; se le concedieron contenidas en la escritura de erección de la Capellanía, que recibió el Notario Don José Torrens Español [...] y en atención a que tiene voz de contralto, que cante el Evangelio [...]

Las relaciones de Gil Pérez con el cabildo no siempre fueron las mejores. Le reprocharon haberse dirigido sin respeto al presidente del cabildo y se mantuvo una multa que le impusieron por la falta de dos infantes a unas Vísperas. Además le recordaron sus obligaciones en la educación de los infantillos.
Permanecería en el cargo hasta su fallecimiento en Segorbe, el 21 de marzo de 1762. «[S]e le dio sepultura eclesiástica en el sepulcro de la hermandad, al día siguiente a su fallecimiento, don Juan Pinazo, regente de la parroquia del Salvador de la misma Catedral».

## Obra
Gil Pérez fue quien introdujo de forma definitiva las ideas musicales del Barroco final en la Catedral de Segorbe. Esencial en su obra es la «creación de una gran forma compuesta de varias partes en las que se hace uso de diferentes recursos compositivos (fragmentos corales y solísticos, fragmentos instrumentales y vocales, técnica imitativa y homofónica, etc.)».
En el archivo catedralicio de la metropolitana segorbina se conservan 6 misas de gloria, 1 misa de réquiem, 21 lamentaciones, 8 motetes, 37 salmos, 1 completas, 1 verso, 7 magníficats, 1 antífona, 1 himno, 2 secuencias y 105 villancicos.